# Guy Georges
Guy Georges (Vitry-le-François, 15 de octubre de 1962), apodado "La Bestia de la Bastilla" (La Bête de la Bastille), es un violador y asesino en serie francés, activo durante la década de 1990 en la zona de la Bastilla, al este de París. Fue condenado a cadena perpetua el 5 de abril de 2001 por el asesinato de siete mujeres, sin posibilidad de libertad condicional por 22 años.

## Biografía
Nacido como Guy Rampillon en la localidad de Vitry-le-François, en la región de Champaña-Ardenas, Guy Georges era hijo de madre francesa y de George Cartwright, un soldado estadounidense afroamericano que lo abandonó cuando era pequeño. Pasó por varios hogares de acogida antes de cumplir la mayoría de edad y marcharse a París. Entre 1991 y 1997, Guy Georges agredió, torturó, violó y asesinó a siete mujeres en el barrio de la Bastilla. Fue detenido el 26 de marzo de 1998 y admitió su culpabilidad ante la policía. Descrito por los psiquiatras como un "psicópata narcisista", fue condenado en abril de 2001 a cadena perpetua, sin posibilidad de revocación durante 22 años.

## Víctimas

### Asesinatos
- 24 de enero de 1991– Pascale Escarfail, 19 (violación y asesinato)
- 7 de enero de 1994 – Catherine Rocher, 27 (violación y asesinato)
- 8 de noviembre de 1994 – Elsa Benady, 22 (violación y asesinato)
- 9 de diciembre de 1994 – Agnes Nijkamp, 32 (violación y asesinato)
- 8 de julio de 1995 – Hélène Frinking, 27 (violación y asesinato)
- 23 de septiembre de 1997 – Magalie Sirotti, 19 (violación y asesinato)
- 16 de noviembre de 1997 – Estelle Magd, 25 (violación y asesinato)

### Otros crímenes
- 1976 – Roselyne (hermana adoptiva), intento de estrangulamiento
- 1978 – Christiane (hermana adoptiva), intento de estrangulamiento
- Febrero 1979 – Pascale C., intento de estrangulamiento
- Mayo de 1980 – Jocelyne S., atacada
- Mayo de 1980 – Roselyne C., atacada, apuñalada en la cara
- 16 de noviembre de 1981 – Nathalie C., 18, violada, apuñalada y dejada por muerta
- 7 de junio de 1982 - Violette K., violada, apuñalada y estrangulada, pero logró escapar
- Febrero de 1984 – Pascale N., 21, violada y apuñalada, pero logró escapar
- 22 de abril de 1992 – Éléonore D., asaltada
- 13 de enero de 1994 – Annie L., atacada
- Junio de 1995 – Élisabeth O., asaltada
- 25 de agosto de 1995 - Mélanie B., asaltada
- Octubre de 1997 - Valérie L., asaltada